# Однер, Нильс Юхан Теодор
Нильс Юхан Теодор Однер (швед. Nils Johan Teodor Odhner; 25 февраля 1879, Лунд — 29 октября 1928, Стокгольм) — шведский исследователь Арктики, зоолог, педагог, профессор, доктор наук, член Королевской академии наук Швеции (с 1925), специалист по трематодам и десятиногим ракообразным.

## Биография
Сын историка, академика Класа Теодора Однера. Окончил Уппсальский университет.
В 1905 году стал адъюнкт-профессором зоологии Уппсальского университета, в 1914 году назначен профессором зоологии в Университете Осло, позже стал профессором и куратором отдела беспозвоночных Шведского музея естественной истории в Стокгольме (1918), с 1922 года — директор Стокгольмского рабочего института (Stockholms arbetareinstitut).
В 1900 году участвовал в зоологических экспедициях на Шпицберген и восточную Гренландию, в 1901 год — в экспедиции на Белый Нил. Занимался зоологическими исследованиями на станциях в Триесте и Неаполе.
Внёс вклад в литературу по анатомии и классификации трематод. В 1912 году предложил, ныне принятое на Западе деление на Monopisthocotylea и Polyopisthocotylea .
С 1925 года — член Королевской академии наук Швеции, с 1923 по 1928 год занимал пост вице—секретаря академии наук Швеции.
Похоронен на стокгольмском кладбище Норра бегравнингсплатсен.

## Избранные труды
- Die Trematoden des arktischen Gebietes (1905)
- Zur Anatomie der Didymozoen (1907)
- Zum natürlichen System der digenen Trematoden (1911-12)
- Nordostafrikanische Trematoden, größtenteils vom Weißen Nil (1912)
- Marine Crustacea podophthalmate (1924)
- Monographierte Gattungen der Krabbenfamilie Xanthidae (1925)